# Zündstein

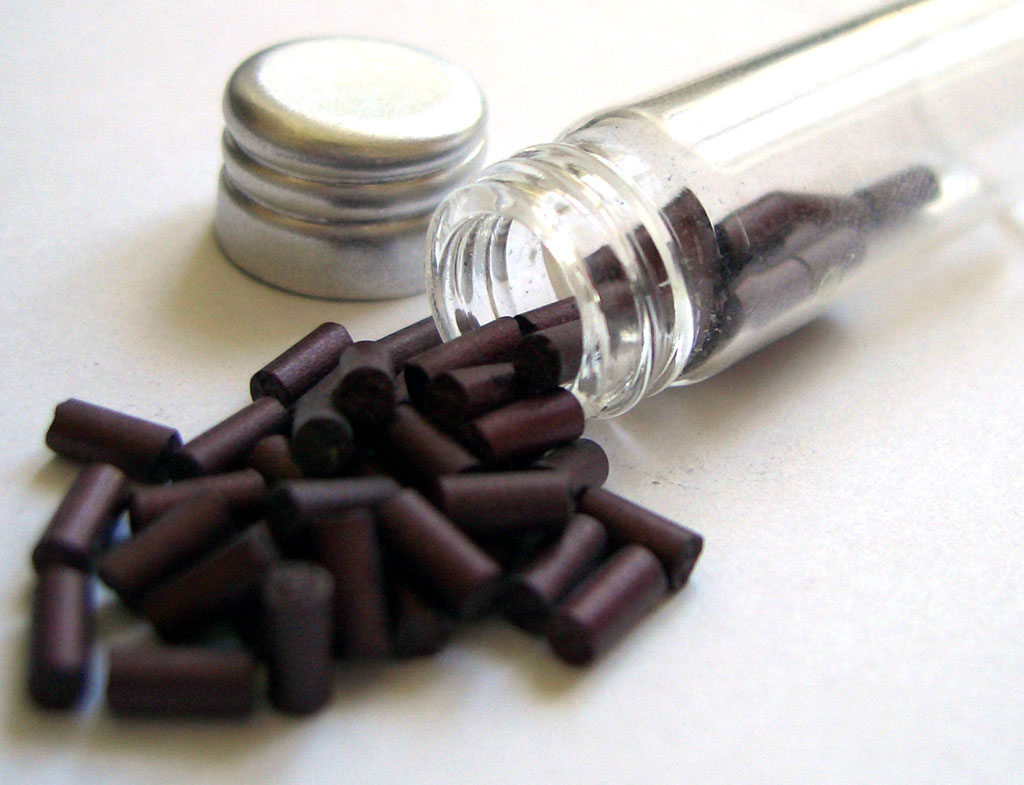
Einige Feuerzeug-Zündsteine

Als Zündstein (umgangssprachlich Feuerstein) bezeichnet man pyrophores Material, das durch Zufuhr von mechanischer Energie Funken bildet. Anwendung finden Zündsteine meist in Form kleiner Stäbchen mit 2 mm Durchmesser und 5–10 mm Länge in Feuerzeugen, Gasanzündern und funkensprühendem Spielzeug. Er wurde 1903 von Carl Auer von Welsbach erfunden.

## Wirkungsweise
Durch mechanische Reibung an der Oberfläche eines Zündsteins werden kleine Splitter abgeschabt. Diese werden durch die Energiezufuhr der Reibung erhitzt. Gleichzeitig wird durch die Splitterbildung eine vergleichsweise große Oberfläche geschaffen, wodurch das Material mit dem Sauerstoff der Umgebungsluft schnell reagieren kann. Durch die Oxidation wird weitere Energie freigesetzt, so dass ausreichend hohe Temperaturen erreicht werden, um entflammbare Stoffe in Brand zu setzen. Reichen die Temperaturen aus, die Splitter sichtbar glühen zu lassen, spricht man von Funkenbildung.
Im üblicherweise verwendeten Auermetall reagieren Cer und Eisen mit dem Luftsauerstoff.
Da Zündsteine auf Grund ihrer Wirkungsweise einem Verschleiß unterliegen, finden in Gasheizungen und -herden Zünder auf piezoelektrischer Basis Verwendung, siehe Piezofeuerzeug.

Zündsteine mit Originalverpackung
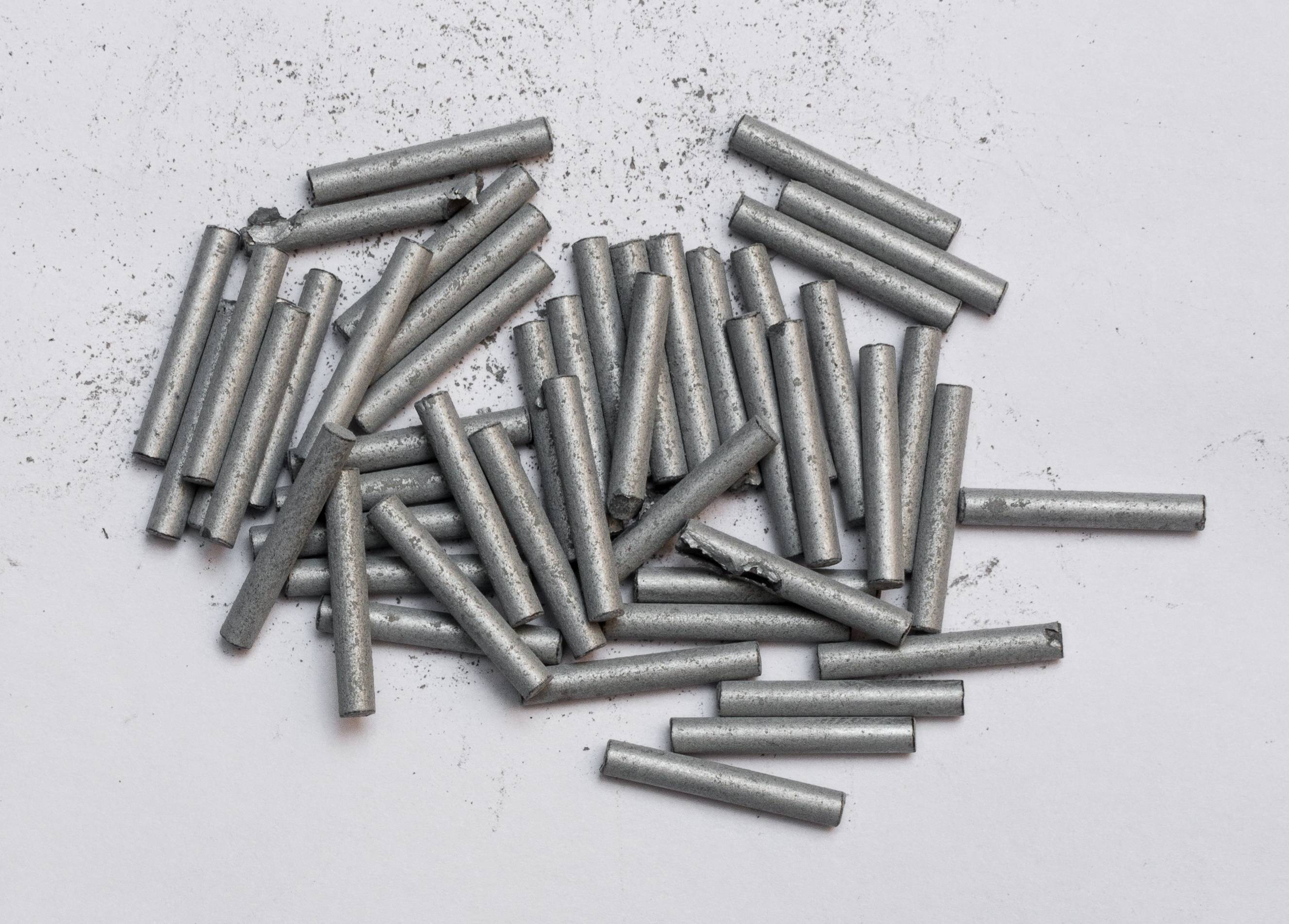
Zündsteine
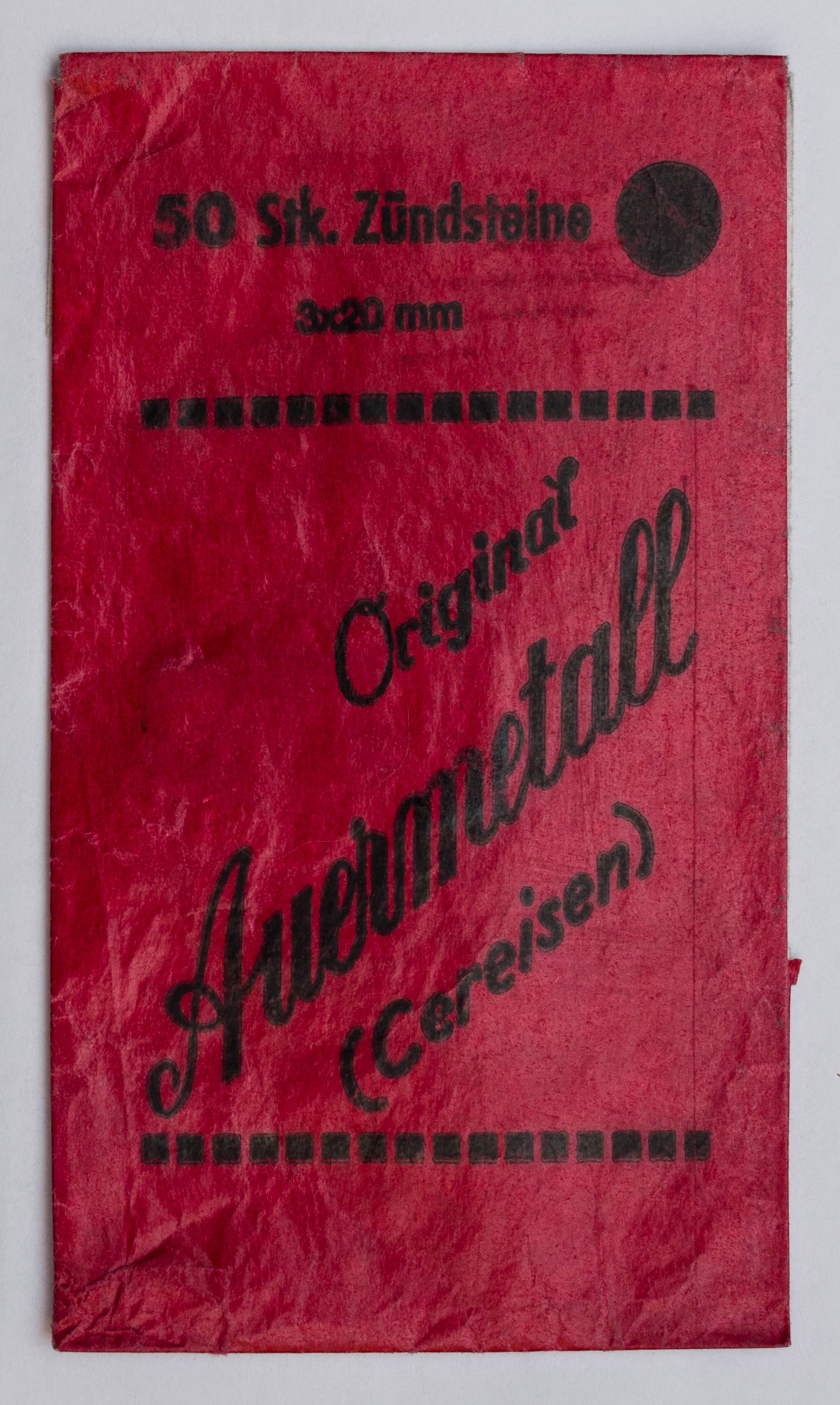
Vorderseite
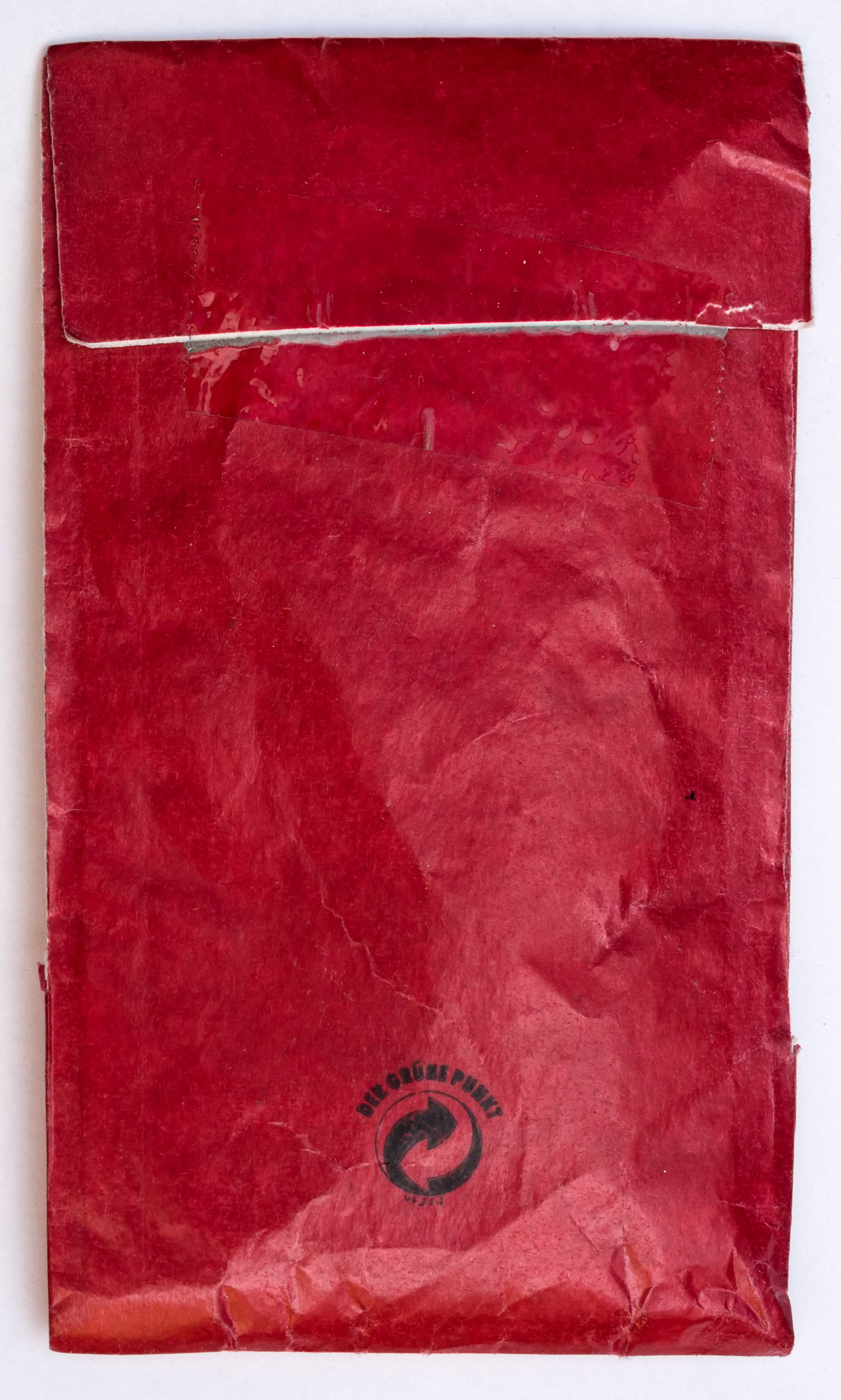
Rückseite
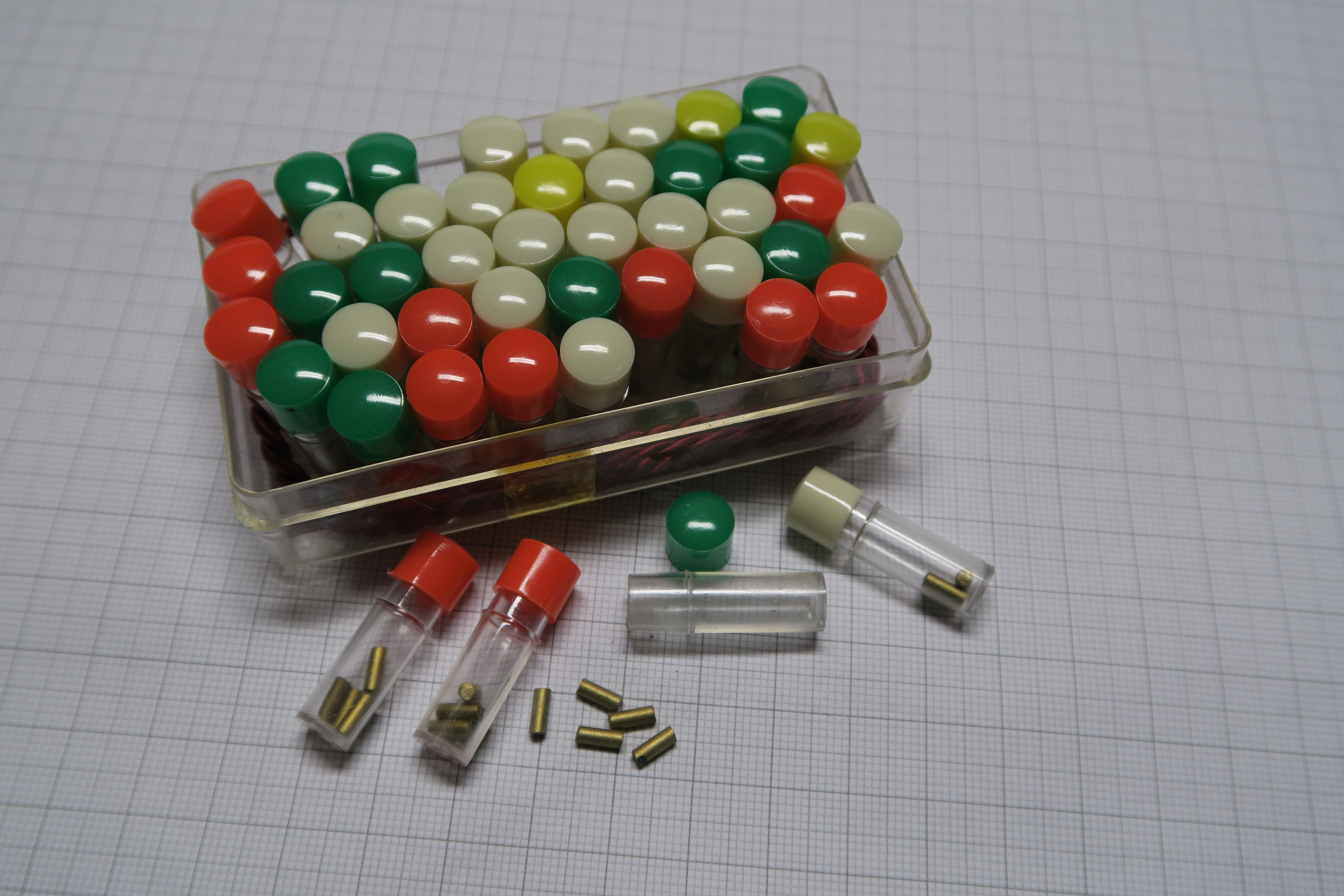
Feuerzeug-Zündsteine